# Synopsis
Synopsis, från grekiskans syn och optik (samskådande), kortfattad översikt och summering (över berättelse), av de stora händelsepunkterna i berättelsen.
Inom litteraturvetenskap och andra litterära sammanhang används synopsiset som en sammanfattning av vad en berättelse handlar om, till exempel för en planerad akademisk uppsats, jämför promemoria.

## I TV och film
I TV- och filmbranschen,  används synopsis som ett verktyg för att bedöma om en berättelse är tillräckligt bra för att spelas in, och för att avgöra var berättelsens svagheter finns, hellre än att göra det i ett färdigt manus.
Ett filmmanuskript kallas traditionellt en scenario och ett utkast till en sådan en synopsis.
Skillnaden mellan synopsis och film treatment är inte helt fastställd, och inte heller helt okomplicerad. De är båda korta versioner av en berättelse, i löpande text, skrivna i presens, och med de flesta av berättelsens vändningar och rollfigurer inkluderade. Vad som skiljer dem åt är antalet sidor (olika produktionsbolag vill ha olika långa synopsis och treatment), stil (säljande eller effektivt berättande) och hur mycket betalt en manusförfattare får för respektive inlämnat synopsis/treatment.
Filmbranschen i USA har dessutom infört en tredje variant – scriptment – där delar av dialogen också ingår. 